# Cultura esperantista

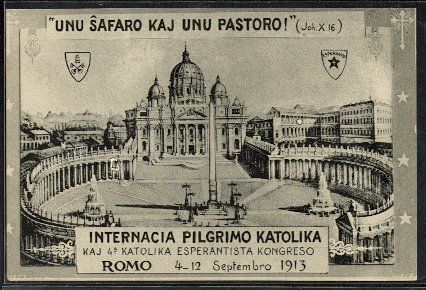
Postal del IV Congreso Católico Esperantista.

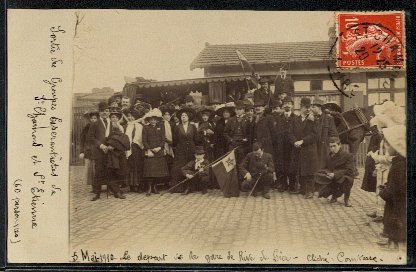
Reunión esperantista en 1910.

La cultura esperantista es el conjunto de los elementos culturales creados por el esperanto, que al ser creado como lengua internacional, engendró también una cultura internacional no asociable a ningún país. 
Los esperantistas suelen utilizar la lengua para viajar por el mundo y convivir con otros esperantistas. Para facilitar esta tarea (y visto como un elemento práctico del idioma) surgió el Pasporta Servo (Servicio de pasaporte), que permite ser alojado gratuitamente por unos días en casa de otros esperantistas.

## Publicaciones
Existen más de treinta mil obras en esperanto y más de cien revistas se publican regularmente en este idioma. 
Cada año se escriben nuevos textos literarios y nuevas canciones (ver artículos específicos sobre literatura en esperanto y música en esperanto). En la web hay radios que tratan diversos temas, como Radio Esperanto, o radios de música, etc. como Muzaiko. En septiembre de 2003, la Wikipedia en esperanto dio información sobre catorce películas, entre ellas Incubus (ver cine en esperanto). Además de un festival para animar a la creación de películas cortas.

## Encuentros y congresos
En 2001, la Asociación Universal de Esperanto (en esperanto: Universala Esperanto-Asocio, UEA) contó con miembros de 119 países. Cada año, de 1500 a 3000 esperantistas se presentan en el Congreso Universal de Esperanto (Universala Kongreso de Esperanto) y cada 15 de diciembre (nacimiento de L. L. Zamenhof), los esperantistas del mundo festejan el día del libro en esperanto.
La Espero es el himno del mundo esperantista, que trata de la paz mundial, de la fraternidad y de una lengua neutral para todos. Sin embargo, no todos los esperantistas están de acuerdo con la idea de que el esperanto pudiera ayudar realmente a la sociedad si todo el mundo lo hablara. Durante el I Congreso de Esperanto en Boulogne-sur-Mer en 1905, se decidió que un esperantista es aquel que sabe hablar el idioma sean cuales fueren sus motivos, y que sus opiniones concernientes a la expansión del esperanto son personales.